# Vestlandet
Il Vestlandet (Norvegia dell'Ovest) è la regione Norvegese più a ovest. Ospita le contee di Rogaland, Vestland e Møre og Romsdal ed è sede di importanti città come Bergen e Stavanger.

## Geografia e popolazione
Il Vestlandet è noto per la grande quantità di precipitazioni che vi si abbattono, si va dai 2.500 mm/anno in media per le città ai 5.000 mm (in maggior parte nevosi) per i rilievi.

Il Vestlandet è conosciuto anche per gli aspetti naturali, come il Sognefjord (il fiordo più lungo al mondo, escludendo la Groenlandia), la catena montuosa del Jotunheimen e il ghiacciaio di Jostedalsbreen.
Per quanto riguarda il clima, gli inverni non sono mai particolarmente freddi, anche se la neve è costante da dicembre a febbraio. Le estati sono sempre miti, sui 25°.
Il norvegese nynorsk in tutta la Norvegia è parlato solamente dal 15% della popolazione, di cui l'80% si trova qui.